# Yankel Stevan
Pour les articles homonymes, voir Yankel.
Yankel Stevan Salido, mieux connu simplement sous le nom de Yankel Stevan né le 20 octobre 1995 à Mexico, Mexique est un acteur mexicain connu pour ses rôles de Raúl de León dans la série mexicaine Netflix Control Z, Santiago "el mirrey" dans la série télévisée Sincronía et comme Baldo Turrubiates dans le feuilleton Papá a toda madre.

## Revue biographique
Yankel Stevan est le fils du célèbre mannequin espagnol Aldara Salido et de son mari d'alors, le mexicain Enrique Stevan. Il est né à Mexico, au Mexique, mais a passé la majeure partie de sa vie à Cancun Quintana Roo.
Il a commencé sa carrière en tant que mannequin dans des publicités pour des marques telles que Coca-Cola et la pommade Asepxia . Ses premiers rôles ont été obtenus dans la série télévisée Comme dit le proverbe , agissant en deux épisodes. Son saut à la gloire est venu avec son rôle de Santiago, un jeune homme choyé qui est kidnappé dans la série Synchrony qui a été diffusée dans Golden Premier et Blim. Cependant, sa renommée a augmenté avec son rôle de personnage principal de Raúl León, l'un des jeunes les plus riches du Colegio Nacional dans la série Control Z diffusée sur la plate-forme Netflix .

## Filmographie

### Séries télévisées
- 2011 : Como dice el dicho : Plusieurs personnages (2 épisodes)
- 2016-2017 : Despertar contigo : Fabien
- 2017 : Sincronía : Santiago (6 épisodes)
- 2017-2018 : Papá a toda madre : Baldo Turrubiates
- 2020 : Control Z : Raúl de León